# Carl von Ledebur (écrivain)
Pour les articles homonymes, voir Ledebur.
Ne doit pas être confondu avec Carl von Ledebur (metteur en scène).
Carl Friedrich Heinrich Wilhelm Philipp Justus, Baron von Ledebur, également Karl von Ledebur (né le 20 avril 1806 à Schildesche et mort le 25 octobre 1872 à Stolp) est un officier et biographe prussien.

## Origine
Carl est issu de la famille noble de Westphalie von Ledebur (de). Ses parents sont Ernst Friedrich August baron von Ledebur (1763-1833) et sa femme Wilhelmine Karoline Johanna, née von Schladen (de) (1774-1856). L'historien Leopold von Ledebur (1799–1877) est son frère.

## Biographie
Il choisit lui-même la carrière d'officier dans la cavalerie.
En 1852, il prend sa retraite après être tombé de son cheval et se consacre alors à deux ouvrages sur l'histoire de Berlin, dont le Tonkünstler-Lexicon Berlin qui est aujourd'hui considéré comme un important ouvrage de référence.
À partir de 1868, il occupe le grade de major et est commandant de l'hôpital des Invalides à Stolp, qui fait partie du 2e corps d'armée, dont le commandement général se trouve à Stettin au cours de ces années.

## Famille
Il se marie le 13 mars 1835 à Berlin avec Sophie von Löschebrandt (1807-1888), avec qui il a trois enfants. Sa fille Sidonia (née le 9 décembre 1835) et ses fils Ernst (1837-1902) et Karl (1840-1913). Ce dernier travaille ensuite comme metteur en scène de théâtre dans différentes villes.

## Travaux
- Tonkünstler-Lexicon Berlin’s von den ältesten Zeiten bis auf die Gegenwart. Rauh, Berlin 1861; disponible sur Internet Archive.
- (posthum, hrsg. von seinem Sohn Carl von Ledebur): König Friedrich I. von Preußen. Beiträge zur Geschichte seines Hofes, sowie der Wissenschaften, Künste und Staatsverwaltung jener Zeit. 2 Bände. Schulz, Leipzig 1878 und 1884.